# Tratado de Lutacio

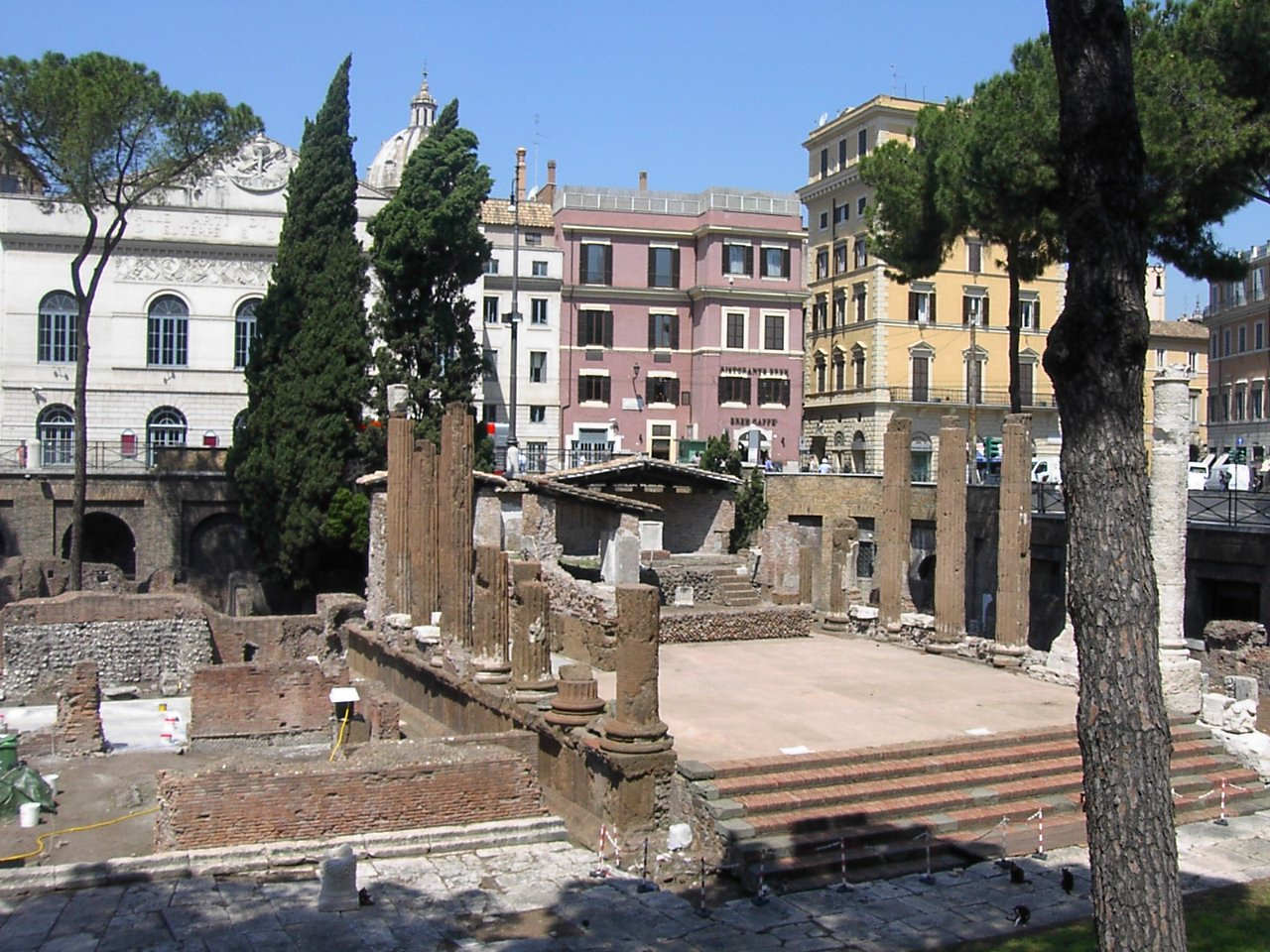
El templo de Juturna, construido por Cátulo para celebrar su victoria en las islas Egadas.

El tratado de Lutacio puso fin oficialmente a la primera guerra púnica. Recibió su nombre de Cayo Lutacio Cátulo, el cónsul romano vencedor de la batalla de las Islas Egadas, que negoció con un subordinado de Amílcar Barca en 241 a. C. Según el historiador Polibio, los términos del acuerdo eran los siguientes:
- Cartago debía evacuar Sicilia y las pequeñas islas situadas en su parte occidental (las islas Egadas).
- Cartago devolvería a los prisioneros de guerra sin cobrar rescate alguno, mientras que debería pagar un rescate muy importante para recuperar a sus propios prisioneros.
- Cartago se comprometía a respetar en el futuro a Siracusa y a sus aliados.
- Cartago transfería a Roma el control sobre las islas Eolias y sobre Ustica, al norte de Sicilia.
- Cartago debía evacuar todas las pequeñas islas ubicadas entre Sicilia y África (Pantelaria, Linosa, Lampedusa, Lampione y Malta).
- Cartago se comprometía a pagar una indemnización de guerra de 2200 talentos (66 toneladas) en diez pagos anuales, más una indemnización adicional de 1000 talentos (30 toneladas) de forma inmediata.[1]

Originalmente rechazada por el pueblo romano, estos términos se adoptaron con muy pocos cambios bajo la autoridad del Quinto Lutacio Cercón, el hermano de Cayo Lutacio Cátulo. En el acuerdo final, a Cartago le fueron dados solo diez años para pagar una indemnización de 3200 talentos, y tuvo que evacuar las islas entre Sicilia e Italia (las islas Eolias y Egadas).